# Julian Morris
Julian David Morris, född 13 januari 1983 i Crouch End i norra London, är en brittisk skådespelare. Han fick sin första stora huvudroll i den amerikanska slasherfilmen Cry Wolf under år 2005, där han spelade rollen som tonårsstudenten Owen Matthews. Han har därefter haft biroller i filmer som Donkey Punch (2008), Valkyria (2008) och Sorority Row (2009).
Julian Morris har även haft regelbundna medverkanden i TV-serierna Pretty Little Liars och Guds hand, samt haft återkommande roller i Once Upon a Time och New Girl. Han är utöver detta bosatt i Los Angeles sedan många år tillbaka, och är gift med en man vid namn Landon Ross. Paret hade strax innan sitt giftermål firat arton år tillsammans som ett par, vilket de gjorde i december 2021.

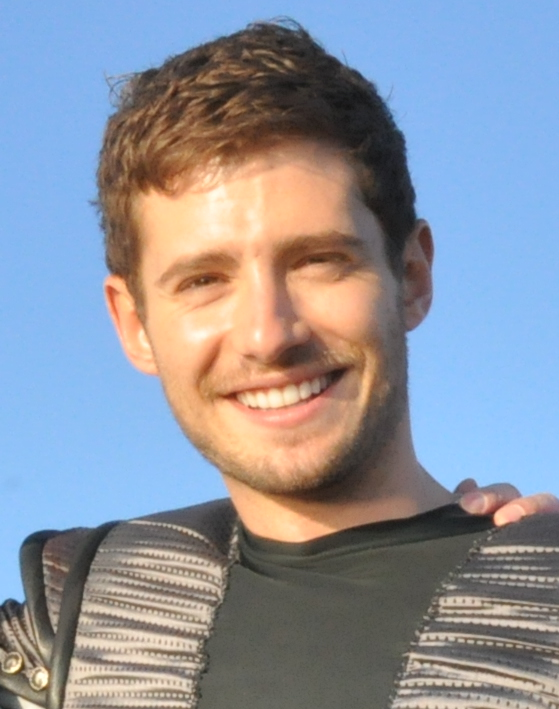
Julian Morris under inspelningarna av TV-serien Once Upon a Time, den 28 mars 2013.

## Filmografi (i urval)

### Filmer
- 2005 – Cry Wolf[3]
- 2008 – Donkey Punch
- 2008 – Valkyria[10]
- 2009 – Sorority Row
- 2015 – Dragonheart 3: Trollkarlens förbannelse[11]
- 2017 – The Secret Man[12]
- 2018 – Viper Club[13]

### TV-serier
- 2004 – Agatha Christies Marple (TV-serie)
- 2007 – Shark (TV-serie)
- 2008–2009 – Cityakuten (TV-serie)
- 2009 – Privileged (TV-serie)
- 2009 – Eleventh Hour (TV-serie)
- 2010 – 24 (TV-serie)
- 2010–2017 – Pretty Little Liars (TV-serie)
- 2010 – My Generation (TV-serie)
- 2012 – Men at Work (TV-serie)
- 2012–2014 – Once Upon a Time (TV-serie)
- 2014–2017 – Guds hand (TV-serie)
- 2014–2015 – New Girl (TV-serie)
- 2017 – Man in an Orange Shirt (TV-film, två delar)
- 2017 – Unga kvinnor (TV-serie)
- 2019 – The Morning Show (TV-serie)
- 2020 – The Good Fight (TV-serie)